# بني بهدل
بني بهدل إحدى بلديات دائرة بني سنوس بولاية تلمسان الجزائرية. شيد فيها سد بين عامي 1934 1944.